# Казахстан на Светском првенству у атлетици у дворани 2022.
Казахстан је учествовао на 18. Светском првенству у атлетици у дворани 2022. одржаном у Београду од 18. до 20. марта. Репрезентацију Казахстана на њеном шеснаестом учешћу на светским првенствима у дворани представљало је 3 учесника (2 мушкарца и 1 жена), који су се такмичили у 3 дисциплине (2 мушке и 1 женска).,
На овом првенству Казахстан је по броју освојених медаља делио 29. место са 1 медаљом (бронзана).
У табели успешности према броју и пласману такмичара који су учествовали у финалним такмичењима (првих 8 такмичара) Казахстан је са 1 учесником у финалу делио 22. место са 6 бодова.
| Плас. | Земља    | 1. место | 2. место | 3. место | 4. место | 5. место | 6. место | 7. место | 8. место | Бр. финал. | Бод. |
| ----- | -------- | -------- | -------- | -------- | -------- | -------- | -------- | -------- | -------- | ---------- | ---- |
| =22.  | Етиопија | 0        | 0        | 1        | 0        | 0        | 0        | 0        | 0        | 1          | 6    |

## Учесници
| Мушкарци: - Михаил Литвин — 400 м - Давид Ефремов — 60 м препоне | Жене: - Надежда Дубовитскаја — Скок увис |  |

## Освајачи медаља (1)

### Бронза (1)
- Надежда Дубовитскаја — Скок увис

## Резултати

### Мушкарци
| Атлетичар     | Дисциплина   | Лични рекорд | Квалификације   | Квалификације   | Полуфинале           | Полуфинале           | Финале               | Финале               | Детаљи |
| Атлетичар     | Дисциплина   | Лични рекорд | Резултат        | Место           | Резултат             | Место                | Резултат             | Место                | Детаљи |
| ------------- | ------------ | ------------ | --------------- | --------------- | -------------------- | -------------------- | -------------------- | -------------------- | ------ |
| Михаил Литвин | 400 м        | 45,25        | 46,72 КВ        | 2. у гр. 2      | 46,89                | 5. у гр. 1           | Није се квалификовао | 9 / 24 (25)          |        |
| Давид Ефремов | 60 м препоне | 7,65         | Дисквалификован | Дисквалификован | Није се квалификовао | Није се квалификовао | Није се квалификовао | Није се квалификовао |        |

### Жене
| Атлетичарка          | Дисциплина | Лични рекорд | Финале           | Финале | Детаљи |
| Атлетичарка          | Дисциплина | Лични рекорд | Резултат         | Место  | Детаљи |
| -------------------- | ---------- | ------------ | ---------------- | ------ | ------ |
| Надежда Дубовитскаја | Скок увис  | 2,00 о       | 1,98 АЗР, НР, ЛР |        |        |